# Леахале
Леахале (груз. ლეახალე) — село в Грузии, на территории Чхороцкуского муниципалитета края (мхаре) Самегрело-Верхняя Сванетия.

## География
Село находится в западной части Грузии, в долине реки Заны, на расстоянии приблизительно 6 километров (по прямой) к востоку от города Чхороцку, административного центра муниципалитета. Абсолютная высота — 282 метра над уровнем моря.

## Население
По результатам официальной переписи населения 2014 года в Леахале проживало 58 человек (29 мужчин и 29 женщин). В национальной структуре населения грузины составляли 100 %.
| Год  | Население, человек |
| ---- | ------------------ |
| 2002 | 132                |
| 2014 | ↘ 58               |